# Neotomins
Els neotomins (Neotominae) constitueixen una subfamília de cricètids. S'hi inclouen 16 gèneres, i nombroses espècies de rates i ratolins del Nou Món, que es troben majoritàriament a Nord-amèrica.
Els neotomins estan emparentats amb les altres dues subfamílies de ratolins del Nou món, Sigmodontinae i Tylomyinae. Moltes autoritats les col·loquen en la subfamília única, Sigmodontinae.